# 张占彪

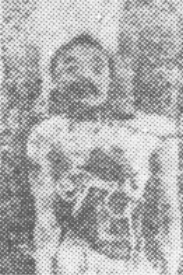
张占彪

张占彪（1898年—1929年12月19日），因口吃绰号张结巴，白族，云南兰坪人，是民国时期活跃在今大理、怒江一带的土匪头子。

## 生平
张占彪原籍兰坪县营盘区新华村，未出生父亲即因饥荒饿死，母亲携他的姐姐和二哥到剑川甸南乡投奔姑妈，并在此将其产下。张占彪3岁时母亲逝世，为葬母被姐姐卖到邓川做一贫苦农民的干儿子。1920年，结婚不久被征去邓川长备队当兵，新兵训练4个月后因受不了苦逃出兵营，到洱源县凤羽乡大松甸当土匪头子罗高才的手下。之后集结了一伙人自己当土匪头子，在大理、邓川、洱源、鹤庆、剑川、兰坪、云龙、永平、宾川一带活动，常以马耳山、苍山、鸡足山作隐藏之所，最盛时有近两千人的手下。他性格多变，出没无常，四处抢掠，既劫富豪，也杀百姓；既干过一些劫富济贫的事，并受一些贫苦百姓拥护，又烧毁村庄，滥杀无辜。1926年至1927年，云南省先后派步兵三团唐继麟、王炳章和步兵五团欧阳好谦围剿张占彪。1927年二六政变中唐继尧被推翻后，张占彪接受招安，委以“旅长”。同年8月，张占彪部被收编为国民党革命军第一师第一纵队，张占彪被任命为“第一纵队长”，之后不听指挥，率部盘踞在宾川县牛井街。1928年，张冲奉命进剿，张占彪在大理又被招安，并与张冲结拜为兄弟，但之后又当起土匪。1929年12月19日，张冲部副师长史华以张占彪的结拜兄弟杨宝元作诱饵，将张占彪枪杀于牛街大同村杨宝元家中。

## 评价
1951年，张冲认为当初不该杀张占彪，因为若对其思想进行改造，并得到中国共产党的领导，或许对中国革命有益。1979年，已任全国政协副主席的张冲再次谈到这一观点。